# تايرون غوردون
تايرون غوردون (بالإنجليزية: Tyrone Gordon)‏ (26 أبريل 1985 بميلواكي في الولايات المتحدة - ) هو لاعب كرة قدم أمريكي في مركز الهجوم. لعب مع Minnesota Thunder ‏ وميلواكي وايف.

## وصلات خارجية
- تايرون غوردون على موقع قاعدة بيانات كرة القدم.إي يو (الإنجليزية)